# Skinty Fia
Albums de Fontaines D.C.
A Hero's Death
(2020) Romance
(2024)
Skinty Fia est le troisième album du groupe du groupe de rock irlandais Fontaines D.C., paru en 2022.
C'est le premier album du groupe à se classer en première place du classement des charts au Royaume-Uni et en Irlande,.

## Titre et pochette
Le titre, signifiant "la damnation du cerf" en irlandais, fait référence à une phrase que prononçait souvent la grand-tante du batteur Tom Coll. La pochette illustre d'ailleurs le spécimen éteint du grand cerf des tourbières,.

## Liste des titres
| 1.    | In ár gCroíthe go deo     | 5:59 |
| 2.    | Big Shot                  | 4:13 |
| 3.    | How Cold Love Is          | 3:24 |
| 4.    | Jackie Down The Line      | 4:10 |
| 5.    | Bloomsday                 | 4:30 |
| 6.    | Roman Holiday             | 4:28 |
| 7.    | The Couple Across The Way | 3:56 |
| 8.    | Skinty Fia                | 3:55 |
| 9.    | I Love You                | 5:05 |
| 10.   | Nabokov                   | 5:21 |
| 46:33 |                           |      |

## Crédits
- Grian Chatten – chant principal, tambourin
- Carlos O'Connell – guitare , chœurs
- Conor Curley – guitare, piano, chœurs
- Conor Deegan – guitare basse, guitare, chœurs
- Tom Coll – batterie, percussions, guitare

## Classements hebdomadaires
| Classement (2022)             | Meilleure place |
| ----------------------------- | --------------- |
| Allemagne (Media Control AG)  | 5               |
| Australie (ARIA)              | 24              |
| Autriche (Ö3 Austria Top 40)  | 20              |
| Belgique (Flandre Ultratop)   | 4               |
| Belgique (Wallonie Ultratop)  | 3               |
| Danemark (Tracklisten)        | 33              |
| Écosse (OCC)                  | 1               |
| Espagne (Promusicae)          | 26              |
| France (SNEP)                 | 7               |
| Irlande (Irish Albums Chart)  | 1               |
| Italie (FIMI)                 | 12              |
| Nouvelle-Zélande (RIANZ)      | 22              |
| Pays-Bas (Mega Album Top 100) | 2               |
| Royaume-Uni (UK Albums Chart) | 1               |
| Suisse (Schweizer Hitparade)  | 9               |